# Enrico Azzi
Enrico Azzi (fl. XX secolo) è stato un medico e politico italiano.

## Biografia
Medico, nel 1970 entra in consiglio comunale tra le file repubblicane, mentre cinque anni dopo è nominato assessore della giunta Mazzarolli.
Primo sindaco non democristiano dal dopoguerra, nonché primo sostenuto da una maggioranza di sinistra (PCI-PSI-PRI-PSDI), governa il capoluogo per quasi nove mesi, nel corso del 1976.